# Noche de la nostalgia
En Uruguay, se denomina Noche de la Nostalgia a la noche del 24 de agosto, víspera del feriado que conmemora la Declaratoria de la Independencia. La celebración se caracteriza por la organización de eventos y fiestas en discotecas y locales nocturnos, donde se toca exclusivamente música oldie y se conmemora el legado cultural de épocas pasadas, hoy consideradas parte de la cultura retro.

## Orígenes
La celebración se originó en 1978, cuando el empresario radial Pablo Lecueder organizó una fiesta en la discoteca «Zum Zum» ubicada en el barrio montevideano de Buceo, con música de la década de 1960 e inicios de 1970, con el objetivo de promocionar el programa «Old Hits» transmitido por la radio CX 32 Radiomundo, al que denominó «Noche de la Nostalgia». La fecha del 24 de agosto se eligió por coincidir con la víspera del feriado nacional —no laborable— del Día de la Independencia. Tras el éxito de la primera edición, la iniciativa se consolidó como una tradición anual, adoptada posteriormente por otros locales nocturnos que organizaron sus propias fiestas con la misma temática, centradas en música oldie, en esa misma noche.
Las primeras ediciones de estas celebraciones se centraron en la música de finales de la década de 1960 y principios de la de 1970, incluyendo géneros como el disco y rock, interpretados por destacados artistas internacionales de la época. Con el tiempo, el repertorio se amplió para incluir música de las décadas de 1980 y 1990, incorporando tanto éxitos de artistas del pop y la música electrónica como de otras tendencias populares de esos años.
A lo largo de los años, la fiesta se consolidó como parte de las costumbres uruguayas, y, desde el 26 de agosto de 2004, mediante la Ley N.º 17.825, el Ministerio de Turismo oficializó la denominación «Noche de la Nostalgia» y asumió el compromiso de promoverla y difundirla tanto en el país como en el exterior.

## Descripción del evento
La «Noche de la Nostalgia» se desarrolla mediante una amplia variedad de eventos, que incluyen fiestas en discotecas, shows musicales con cena, reuniones temáticas y fiestas de disfraces, adaptados a distintos formatos y públicos. Asimismo, la celebración puede trasladarse a un ámbito más íntimo, con encuentros de amigos o familiares en los que se escucha música de épocas pasadas y se miran películas clásicas. De manera paralela, en la década de 2010 surgieron las llamadas ‘fiestas anti-nostalgia’, destinadas a quienes prefieren asistir a locales nocturnos el 24 de agosto sin que se toque música antigua.

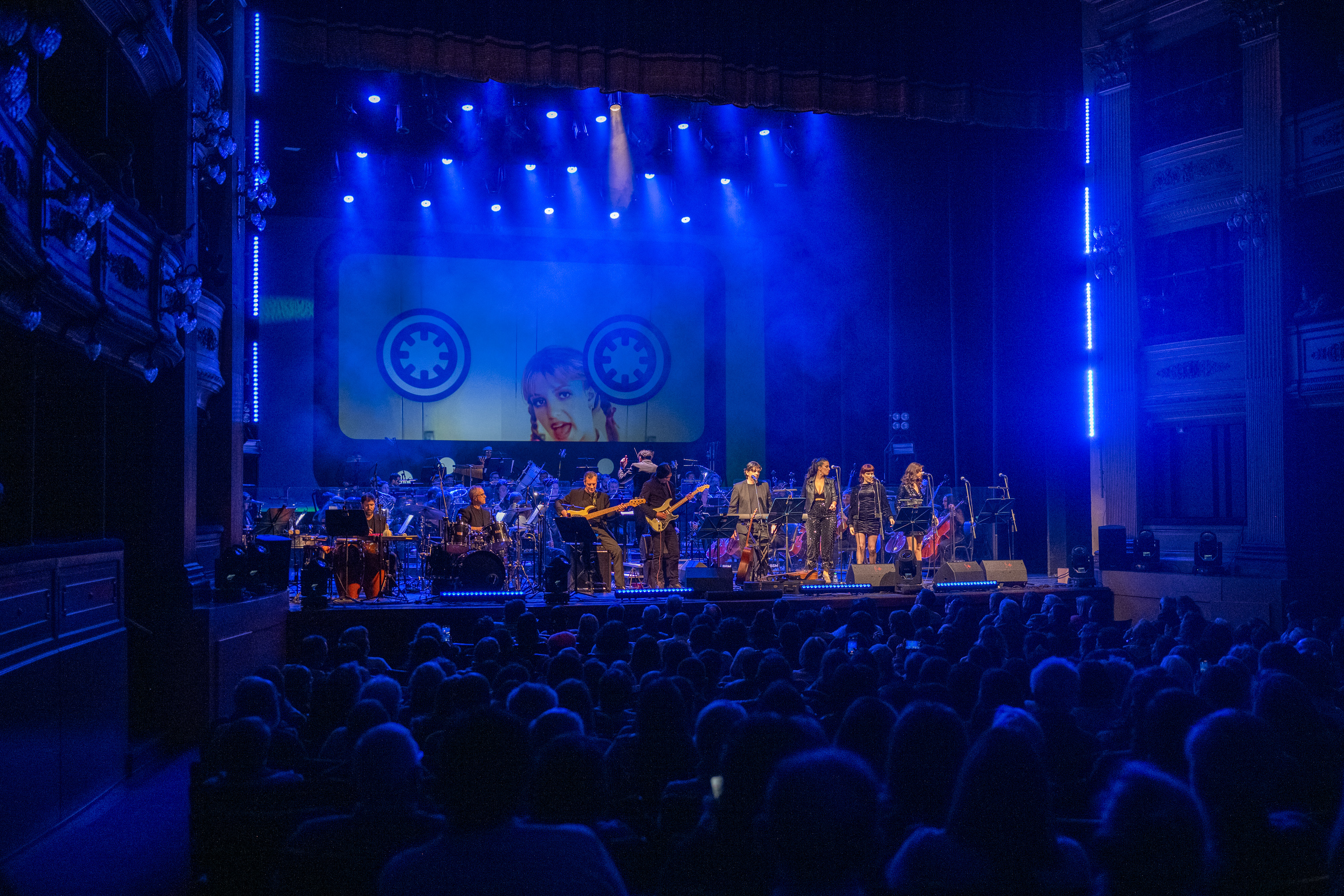
Banda Sinfónica de Montevideo durante un concierto de rock y pop de los años 90 en el Teatro Solís, con motivo de la Noche de la Nostalgia.

La celebración abarca más allá de los eventos nocturnos. Durante el mes de agosto, los comercios y centros comerciales aplican estrategias de mercadotecnia decorando sus vitrinas con discos de vinilo y motivos inspirados en la música disco, y realizando promociones especiales; las cadenas de televisión emiten programas especiales y repeticiones de series clásicas, y los cines proyectan películas emblemáticas de décadas pasadas. Todo esto ha contribuído a que el 24 de agosto —y, por extensión, todo el mes— se perciba como un período dedicado a la nostalgia, consolidando su lugar en la vida y la cultura popular uruguaya.
La «Noche de la Nostalgia» se constituye como una de las festividades más concurridas del país, comparable en importancia dentro de la vida nocturna uruguaya con las celebraciones de Navidad y Año Nuevo. Este fenómeno también ha atraído turistas de países vecinos, como Argentina y Brasil.

## Operativos de seguridad
Al tratarse de una serie de eventos que provocan una gran movilización de público, las autoridades departamentales, policiales y de otras dependencias del Estado trabajan en conjunto durante la noche del 24 y la madrugada del 25 para controlar la circulación de vehículos, supervisar el consumo de alcohol o drogas y evitar disturbios u otros tipos de delitos.